# Jucundacris pictipes
Jucundacris pictipes är en insektsart som först beskrevs av Walker, F. 1870.  Jucundacris pictipes ingår i släktet Jucundacris och familjen gräshoppor. Inga underarter finns listade i Catalogue of Life.